# Blixite
La blixite è un minerale.